# Weißenburg in Bayern
Weißenburg in Bayern, Weißenburg i.Bay. (hist. Weißenburg im Nordgau, Weißenburg am Sand) – miasto powiatowe w Niemczech, w kraju związkowym Bawaria, w rejencji Środkowa Frankonia, w regionie Westmittelfranken, siedziba powiatu Weißenburg-Gunzenhausen. Leży nad rzeką Schwäbische Rezat, przy drodze B2, B13 i linii kolejowej Monachium/Augsburg – Berlin.
Zamieszkuje go około 17,7 tys. mieszkańców. Najbliżej położone duże miasta: Norymberga ok. 40 km na północ, Monachium - ok. 112 km na południowy wschód i Stuttgart - ok. 130 km na zachód. Nie zostało zburzone podczas II wojny światowej.

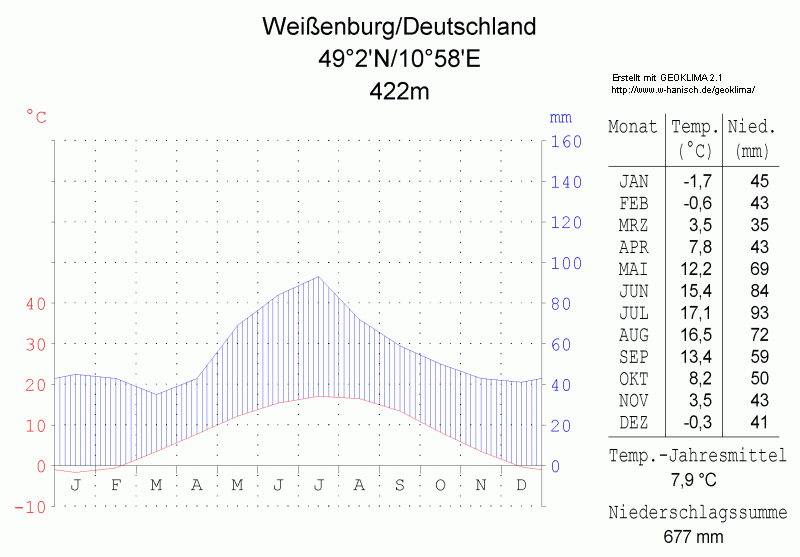
Klimatogram

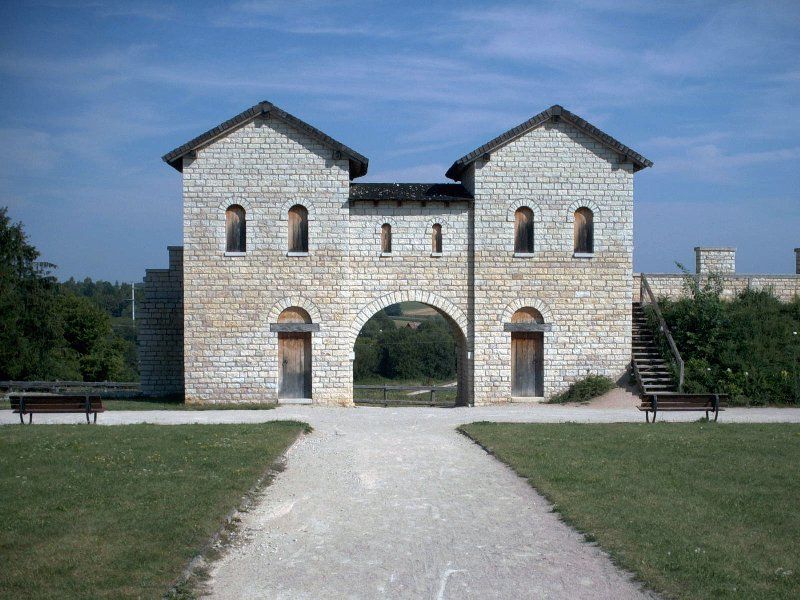
Brama Zamku Biriciana

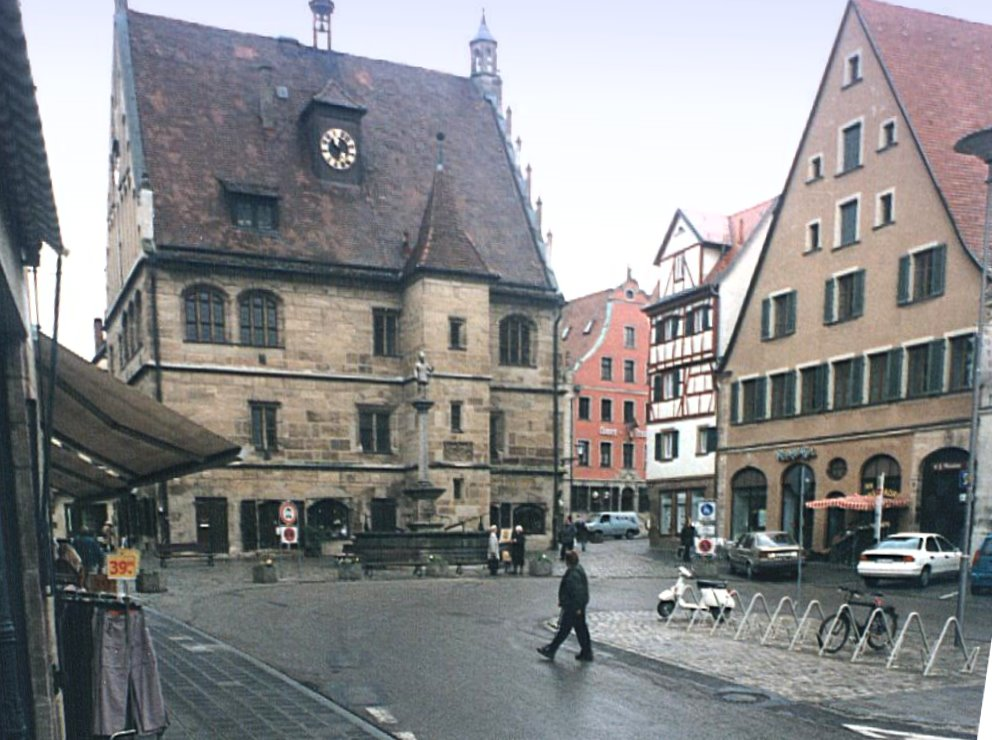
Stary ratusz

## Dzielnice
W skład miasta wchodzą następujące dzielnice: Dettenheim, Emetzheim, Gänswirtshaus, Haardt, Hagenbuch, Hammermühle, Hattenhof, Heuberg, Holzingen, Kattenhochstatt, Kehl, Laubenthal, Markhof, Niederhofen, Oberhochstatt, Potschmühle, Rohrberg, Rohrwalk, Rothenstein, Schmalwiesen, Stadelhof, Suffersheim, Weimersheim, Weißenhof, Wülzburg.